# Ramiro Enescu

Generalul de aviaţie Ramiro Enescu.

Ramiro Enescu (n. 5 decembrie 1891, Botoșani - d. ? 1949) a fost un general inspector aviator român, care a luptat în cel de-al doilea război mondial alături de armata germană.

## Biografie
S-a născut la 5 decembrie 1891 la Botoșani. Tatăl său era ofițer de carieră, veteran al războiului pentru independență.
După absolvirea școlii, părinții l-au trimis la Liceul Militar Iași. După absolvire, în 1911, s-a înscris la Școala Militară de Ofițeri de Artilerie, Geniu și Marină din București la secția Artilerie pe care a absolvit-o în 1914. După practică în unitățile operativeת s-a înscris la Școala Superioară de Război pe care a absolvit-o în 1921 printre primii elevi.
Și-a început cariera militară la 1 iulie 1911 în funcția de Comandant de Pluton la Divizionul de Artilerie Călăreață.
În 1913 ia parte la al II-lea Război Balcanic la comanda Bateriei 6 Artilerie. Se înscrie la Școala Specială a Artileriei și termină al doilea din 41 de elevi fiind promovat locotenent și mutat la Regimentul 3 Obuziere.

## Primul Război Mondial
În campania din 1916 a comandat Bateria a 6-a din Regimentul 3 Obuziere. La 1 aprilie 1917 este avansat căpitan.
Între 1918 - 1919 a fost profesor și Șef al Biroului Mobilizare.
După terminarea Școlii Superioare de Război este avansat maior. 
Între anii 1934-1936, comandorul Ramiro Enescu a deținut funcția de comandant al Școlii pregătitoare de ofițeri naviganți Cotroceni.

## Funcții deținute
Lucrează la Marele Stat Major la Biroul Instrucție fiind foarte apreciat de generalul Cihoski.
- 1924 - Șef al Biroului "Școli Militare și Centre de Instrucție" contribuind la întocmirea proiectului de lege pentru organizarea aeronauticii.
- 31 martie 1929 este avansat Locotenent-Colonel.
- 1 aprilie 1929 - Inspector General pe Armată.
- 1933 absolvă Școala de Observatori Aerieni.
- A fost profesor la Școala Superioară de Război și Școala Geniu-Aero.
- După absolvirea Școlii de Ofițeri de Aviație "Carol al II-lea" este avansat Comandor de Aviație.
- 1935 - Comandant al Școlii și Centrului de Instrucție Aeronautică.
- 1936 - 1938 - Director General al Aerului.
- 6 iunie 1939 - avansat General de Escadră de Aviație; Comandant al Comandamentului Centrelor și Școlilor de Aviație.

A fost decorat la 2 februarie 1942 cu Ordinul „Steaua României” cu spade, în gradul de Mare Ofițer, cu panglică de „Virtutea Militară”, „pentru modul strălucit cum a pregătit și condus operațiunile aeriene, cu toată varietatea de material și condițiuni, făcând ca aeronautica să se distingă în mod deosebit și să corespundă rolului și misiunilor sale. La început, prin acțiunile asupra bazelor aeriene inamice, se câștigă spațiul aerian, iar apoi prin operațiunile organizate în regiunile Fălciu, Comrad, Hâncești și masivul Corneștilor, asupra comunicațiilor din Basarabia la Nistru și Ucraina, se sprijină înaintarea trupelor, dezorganizând retragerea inamicului. În bătălia de la Odesa, împiedecă reacțiunile inamicului, producându-i pierderi simțitoare”. A primit Ordinul „Virtutea Aeronautică” de război cu spade, clasa Crucea de Aur cu prima și a doua baretă și clasa Cavaler (toate trei la 1 iulie 1942) „pentru activitatea deosebit de rodnică și elogioasă pe care a desfășurat-o în campania anului 1941, în calitate de șef de Stat Major al Aerului, contribuind prin această activitate la strălucitele succese obținute de aeronautică și la gloria aripilor românești. Prezent la terenurile aviației, neezitând în fața pericolelor, pentru a îndruma personal operațiunile, a executat 91 ore de zbor, în zona de operațiuni, sub amenințarea aeriană a inamicului”.
- 1 august 1942 - avansat General Comandant de Aviație.
- 16 septembrie 1942 - 24 decembrie 1942 - Comandantul Aviației, Artileriei Antiaeriene și Formațiunilor de Pândă Aeriană în Bătălia de la Cotul Donului - Stalingrad.
- 1 noiembrie 1943 - Comandantul Apărării Antiaeriene și Artileriei Antiaeriene.
- 15 septembrie 1944 - Șeful Statului Major al Aerului și Subsecretar de Stat al Aerului în Ministerul de Război.
- 1 aprilie 1946 - Trecut în rezervă cu drept de pensie.

În decursul carierei sale, pentru meritele sale, a fost apreciat de comandanții lui, primind diverse distincții naționale și internaționale.

## Medalii
- 1913 - Medalia "Avântul Țării".
- Medalia "Crucea Comemorativă 1916-1919".
- 1931 - Medalia "Victoria Aeronauticei" cl. a III-a.
- Medalia "Meritul Sanitar" cl. I-a.
- Semnul Onorific de Aur pentru 25 de ani de armată.

## Ordine
- 1917 - "Coroana României" cu Spade și Panglică de "Virtute Militară";
- 1921 - "Coroana României" în Grad de Ofițer la pace;
- "Steaua României" cl. a IV-a și a V-a;
- "Polonia Restituită" în grad de Comandor;
- Ordinul „Steaua României” cu spade, în gradul de Mare Ofițer, cu panglică de „Virtutea Militară” (2 februarie 1942)[1]
- Ordinul „Virtutea Aeronautică” cu spade, clasa Crucea de aur cu prima și a doua baretă (1 iulie 1942)[2]
- Ordinul „Virtutea Aeronautică” cu spade, clasa Cavaler (1 iulie 1942)[2]